# Perrigny (Jura)
Perrigny ist eine französische Gemeinde im Département Jura in der Region Bourgogne-Franche-Comté. Sie gehört zum Arrondissement Lons-le-Saunier und zum Kanton Poligny. Die Einwohner nennen sich Perrignois oder Perrignoises. 
Die Nachbargemeinden sind Pannessières und Baume-les-Messieurs im Norden, Hauteroche und Briod im Osten, Montaigu und Conliège im Süden sowie Lons-le-Saunier im Westen.

## Bevölkerungsentwicklung
| Jahr                       | 1962 | 1968 | 1975 | 1982 | 1990 | 1999 | 2008 | 2017 |
| -------------------------- | ---- | ---- | ---- | ---- | ---- | ---- | ---- | ---- |
| Einwohner                  | 1243 | 1322 | 1645 | 1619 | 1580 | 1646 | 1529 | 1523 |
| Quellen: Cassini und INSEE |      |      |      |      |      |      |      |      |